# نينيت الأبيطبول
نينيت الأبيتبول عرفت باسمها الفني وداد. كانت مطربة و ممثلة تونسية . هي زوجة الفنان التونسي الهادي الجويني .
نينيت هي أحد أبناء الجالية اليهودية التونسية من عائلة سفاردية يعود أصلها لاسبانيا و عاشوا بأحياء الحفصية ولافاييت في تونس العاصمة . رزقت نينيت بأربعة أبناء وبنتين.

## الحياة المهنية
نينيت و هادي جويني معا في الفيلم الفرنسي "الباب السابع" (La Septième Porte) ، من إخراج أندريه زووبودا و الذي تم تصويره في المغرب سنة 1964.
في الفيلم الوثائقي Papa Hédi ، تم الكشف عن أن زوج نينيت منعها من مواصلة الغناء. 